# Brusaporto
Brusaporto är en ort och kommun i provinsen Bergamo i regionen Lombardiet i Italien. Kommunen hade 5 627 invånare (2018).